# Wilhelm Kücker
Wilhelm Kücker (* 1933 in Celle; † 30. Oktober 2014 in München) war ein deutscher Architekt und Autor.

## Werdegang
Kücker studierte Architektur in München, Wien und Zürich und arbeitete in der Folge als freier Architekt in München und Berlin. Er war seit 1975 Honorarprofessor an der Technischen Universität München. Von 1983 bis 1987 war er Präsident des Bundes Deutscher Architekten, 1987 bis 1990 war er Vizepräsident der Union Internationale des Architectes (UIA), Paris.
Kückers Buch Das Ego des Architekten setzt sich rückblickend kritisch mit der Architektur der Moderne auseinander, die für seine Ausbildung und sein eigenes architektonisches Schaffen lebenslang prägend war. Kückers Streitschrift befasst sich unter anderem mit Le Corbusier und dessen Neigung zum Totalitarismus, mit dem Bauhaus und mit dem aktuellen Phänomen des Stararchitektentums.
Preisrichtertätigkeiten
Kücker saß neben Max Bächer (Vorsitz), Karl Frey, Andreas Mühlbauer und Karljosef Schattner in der Jury für das Caritas-Pirckheimer-Haus (Eichstätt) von Wilhelm Huber und Erich Kessler.

## Bauten

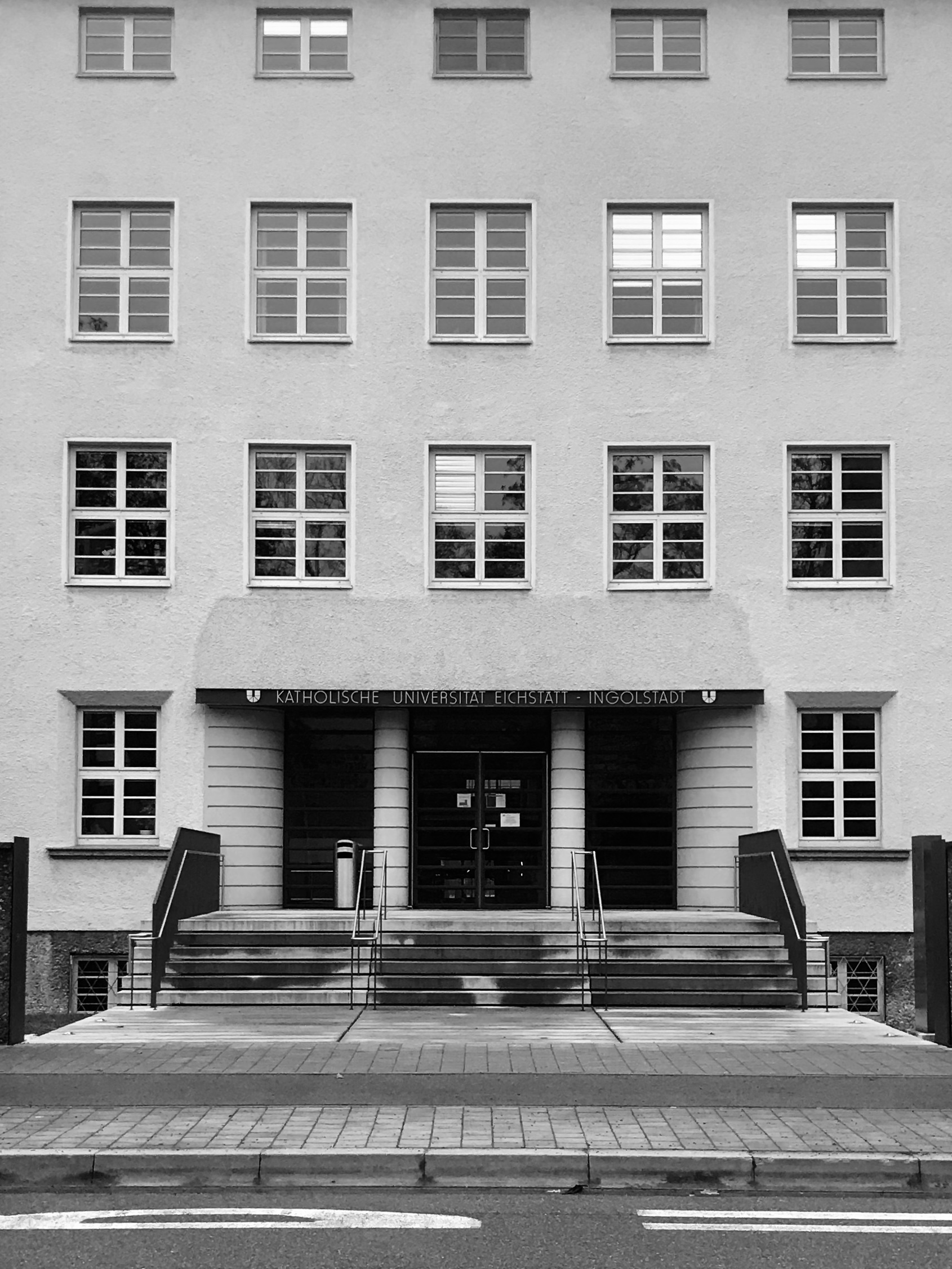
Wirtschaftswissenschaftliche Fakultät der Universität Eichstätt, Ingolstadt

- 1988–1990: Wirtschaftswissenschaftliche Fakultät der Universität Eichstätt, Ingolstadt mit Ingenieur Martinka + Grad (von Franz Xaver Proebst)[3]
- 1990: Haus des Gastes, Mörnsheim mit Ingenieur Martinka + Grad
- 1984: 1. Preis Altes Stadttheater, Eichstätt (nicht ausgeführt)
- 1992: Erweiterung Museum für Sepulkralkultur, Kassel[4]
- 1993: Bayerische Landesbank am Kirchberg, Luxemburg mit Klaus Freudenfeld[5]
- 2009–2010: Umbau des Eisenbahn-Direktionsgebäudes zur Deutschen Bank, Essen

## Auszeichnungen
- 1994: Nominierung – Mies van der Rohe Preis für Bayerische Landesbank am Kirchberg, Luxemburg[6]

## Publikationen (Auswahl)
- Architektur zwischen Kunst und Konsum. Auf der Suche nach einem neuen Selbstverständnis. (= Suhrkamp-Taschenbücher 309). Suhrkamp, Frankfurt am Main 1976, ISBN 3-518-06809-1.
- Das Ego des Architekten. Die Moderne und ihre Folgen. Müry Salzmann, Salzburg u. a. 2010, ISBN 978-3-9901402-3-9.